# Institut IGH
Institut IGH hrvatska je tvrtka za istraživanje i razvoj u graditeljstvu, uključujući izradu projekata, studije, nadzor, savjetovanje, istražne radove, procjene, laboratorijska ispitivanja i umjeravanje instrumenata. Tvrtka je dobila certifikate EN ISO 9001, EN ISO 14001 i OHSAS 18001.
Projekti u kojima je Institut IGH sudjelovao uključuju dionice i objekte na nizu hrvatskih autocesta poput dionice autoceste A5 Osijek – Đakovo, autocesta A4 Novi Marof – dionica Breznički Hum i tunel Hrastovec na autocesti A4, značajni dijelovi autoceste A1, kao i usluge stručnog nadzora, kontrolu kvalitete i laboratorijske usluge vezane uz izgradnju Pelješkog mosta, rekonstrukciju i proširenje luke Gruž u Dubrovniku; izgradnju ceste Adler – Alpika u blizini Sočija u Rusiji ili rekonstrukcija Zračne luke Zagreb.
Temeljni kapital društva iznosi 116 604 710 kuna, s izdanih 613 709 dionica društva nominalne vrijednosti od 190 kuna. Tvrtka je uvrštena na Zagrebačku burzu i u njezin indeks CROBEX. Generalni direktor tvrtke je[otkad?] Robert Petrosian.
IGH je osnovan 1949. godine kao Laboratorij građevinarstva, a 1951. godine preimenovan je u Institut građevinarstva Hrvatske. Dio akademskog sustava postaje 1962. godine, a pripaja se  Građevinskom fakultetu Sveučilišta u Zagrebu 1977. godine. Od 1991. fakultet i IGH djeluju zasebno. Godine 2009. naziv tvrtke Institut građevinarstva Hrvatske skraćen je na današnji oblik Institut IGH.

## Vanjske poveznice
- Službena stranica